# Sympycnus subdilatatus
Sympycnus subdilatatus är en tvåvingeart som beskrevs av Van Duzee 1930. Sympycnus subdilatatus ingår i släktet Sympycnus och familjen styltflugor. Inga underarter finns listade i Catalogue of Life.